# نورثفلیت
latitudeنورثفلیتlongitudeنورثفلیت
نورثفلیت (به انگلیسی: Northfleet) یک شهرک در بریتانیا است که در Gravesham واقع شده‌است.

## خصوصیات
نورثفلیت ۱۳٬۳۰۰ نفر جمعیت دارد.